# یو یانگ-جین
یو یانگ‌جین یک خواننده، ترانه‌پرداز و تهیه‌کنندهٔ موسیقی کره‌ای است که تحت نظر اس.ام. انترتینمنت فعالیت می‌کند. او آهنگ‌هایی برای هنرمندانی همچون اچ.او. تی، اس.ای. اس، بوآ، شینهوا، TVXQ، د گریس، سوپر جونیور، گرلز جنریشن، اف (اکس)، اکسو، رد ولوت و ان‌سی‌تی سروده و تولید کرده‌است.

## زندگی‌نامه
یو یانگ‌جین در ۱۰ آوریل ۱۹۷۱ درگوچانگ، کره جنوبی متولد شد. او دارای دو برادر و خواهر کوچکتر است. یانگ‌جین فارغ‌التحصیل دبیرستان جئونجو است.